# Calophyllum pubescens
Calophyllum pubescens är en tvåhjärtbladig växtart som beskrevs av Vela Díaz. Calophyllum pubescens ingår i släktet Calophyllum och familjen Calophyllaceae. Inga underarter finns listade i Catalogue of Life.